# Нікітенко Сергій Вікторович
Сергій Вікторович Нікітенко (біл. Сяргей Віктаровіч Нікіценка; нар. 19 серпня 1978) — білоруський футболіст, півзахисник.

## Кар'єра гравця
Футбольну кар'єру розпочав у 1995 році у «Ведричі» з Річиці, кольори якого захищав до 1996 року.
У 1997 році перейшов до ФК «Гомель». У 2002 році разом з «Гомелем» виграв кубок Білорусі. У 1/2 фіналу «городяни» перемогли мінське «Динамо», а в фіналі — борисовський БАТЕ. У 2003 році разом з «Гомелем» виграв чемпіонат Білорусі, забезпечивши чемпіонство в передостанньому турі.
У 2004 році, маючи чинний з «Гомелем» контракт, відправився на перегляд до криворізького «Кривбасу». На той час гомельці саме виступали на Кубку Співдружності, на який Сергій не поїхав через отриману травму. За результатами перегляду підписав контракт з криворізьким клубом, але при цьому термін дії угоди з «Гомелем» ще не завершився. Виявилося, що до того ж Сергій не повідомив про перехід білоруський клуб. Внаслідок цього отримав 6-місячну дискваліфікацію від БФФ, згодом її скоротили до 4-ох місяців. Дискваліфікація набирала чинності з 15 квітня 2004 року, при цьому протягом цієї дискваліфікації футболіст мав право виступати в складі ФК «Гомеля». Клуб з «Гомеля» вимагав від криворожан відступних, зрештою сторони домовилися: «Кривбас» погодився перерахував клубу відступні, а «Гомель» направив лист до БФФ, в якому зазначив, що не має претензій до футболіста Сергія Нікітенка. В результаті гравець та «Кривбас» були оштрафовані. У середині липня 2004 року гомельський клуб офіційно оголосив про перехід Нікітенка до криворізького «Кривбасу». Сергій швидко адаптувався в новій команді, оскільки в той час у футболці криворожан виступали білоруси Андрій Морозов, Павло Кирильчик, Микола Кашевський, Роман Трепачкін та Артур Матвейчик. Дебютував у складі криворізького клубу  14 березня 2004 року в програному (1:2) виїзному поєдинку 16-го туру Вищої ліги проти бориспільського «Борисфену». Сергій вийшов на поле в стартовому складі та відіграв увесь матч, а на 5-й хвилині отримав жовту картку. Дебютним голом у футболці «Кривбасу» відзначився 18 вересня 2004 року на 66-й хвилині переможного (2:0) виїзного поєдинку 7-го туру Вищу лігу проти київського «Арсеналу». Нікітенко вийшов на поле в стартовому складі та відіграв увесь матч. У грудні 2004 року потрапив до списку з 10-ти найкращих спортсменів Кривого Рогу. У «Кривбасі» того періоду часто змінювався склад, тому досить швидко Сергій Нікітенко став «старожилом» команди. У вересні 2005 року підписав новий 1-річний контракт з криворізьким клубом. У складі «Кривбасу» в чемпіонаті України зіграв 40 матчів та відзначився 2-ма голами, ще 8 поєдинків відграв у кубку України.
У 2006 році залишив Кривий Ріг. Спочатку відправився на перегляд до одного з клубів Першого дивізізіону чемпіонату Росії, але до підписання контракту справа так і не дійшла. Після цього повернувся до Білорусі, де став гравцем «Даріди» (Ждановичі). Перше коло чемпіонату команда завершила на першому місці. Під час перерви в чемпіонаті керівництво клубу зі Ждановичів вирішило підсилити команду, запросивши до складу Сергія Нікітенка та Андрій Морозова. Проте обоє заграти в «Даріді» не зуміли. У жовтні 2006 року керівництво ждановичівського клубу виставило Сергія на трансфер. Після цього перейшов у вітебський «Локомотив».
У 2007 році за тиждень до початку чемпіонату Сергій повертається до «Гомеля», де виступав під керівництвом Анатолія Юревича. Проте через пропущену передсезонну підготовку закріпитися в оновному складі не вийшло й зігравши 3 матчі в білоруському чемпіонаті залишив розташування клубу. По ходу сезону перейшов у могильовський «Савіт», але й там надовго не затримався (вже незабаром клуб припинив своє існування).
У 2008 році перейшов до свєтлогорського «Хіміка» з Першої ліги Білорусі, кольори якого захищав протягом сезону. На початку лютого 2009 року в зв'язку з заборгованістю по виплаті заробітної плати та невизначеності щодо подальшої долі свєтлогорського клубу більшість гравців залишило розташування клубу, серед них був і Сергій Нікітенко. 
У 2009 році приєднався до ДБК-Гомель, який на той час виступав у першій лізі. При цьому вважався працівником Домобудівельного комбіната в Гомелі, посада — «стажер-інструктор», кольори гомельського клубу захищав до 2011 року.
2012 року повернувся до «Вітебська», в складі якого й завершив кар'єру футболіста.

## Кар'єра тренера
По завершенні кар'єри гравця розпочав тренерську діяльність. У 2013 році погодився на пропозицію Олексія Меркулова приєднатися до тренерського штабу ФК «Гомель». 20 квітня 2015 року Сергій Нікітенко та ще 21 білоруський фахівець отримали тренерські дипломи УЄФА категорії «А». З січня 2016 по березень 2017 року працював дитячим тренером у центрі розвитку молодіжного футболу ФК «Гомель». З березня 2017 року знову працював у тренерському штабі городян